# Шевцов Іван Саввич
Шевцо́в Іва́н Са́ввич (18 квітня [1 травня] 1904, Середина-Буда, Чернігівська губернія, Російська імперія — вересень 1941) — український радянський державний діяч, голова Київської міської ради робітничих, селянських та червоноармійських депутатів у 1938–1940 роках, голова виконавчого комітету Київської міської ради депутатів трудящих у 1940–1941 роках. Член Ревізійної Комісії КП(б)У в 1940—1941 роках.

## Біографія
Народився в м. Середина-Буда на Сумщині, дитинство провів у Києві на Шулявці. Вчився в однокласному та вище-початковому залізничному училищі. Згодом закінчив Київський залізнично-будівельний технікум і будівельний факультет Московського інституту інженерів транспорту.
Почав працювати на Південно-Західній залізниці в 1919 році. Пройшов шлях до заступника начальника будівництва Дарницького вагоноремонтного заводу. Потім працював уповноваженим Промбанку СРСР при Раді Народних Комісарів УРСР.
Член ВКП(б) з 1927 року. Працював секретарем партосередків, а також позаштатним інструктором райпарткому та міськпарткому. У 1936–1938 роках працював у Дарницькому районному комітеті партії.
До липня 1938 року — керуючий Київської обласної контори Промислового банку (Промбанку) СРСР.
15 липня 1938 року обраний виконувачем обов'язків голови Київської міської ради депутатів трудящих, а на початку січня 1940 року — головою виконавчого комітету Київської міської ради і працював на цій посаді до початку німецько-радянської війни. 
Загинув у боях у оточенні після 19 вересня 1941 року, коли радянські війська залишили Київ.